# Sond (medicin)

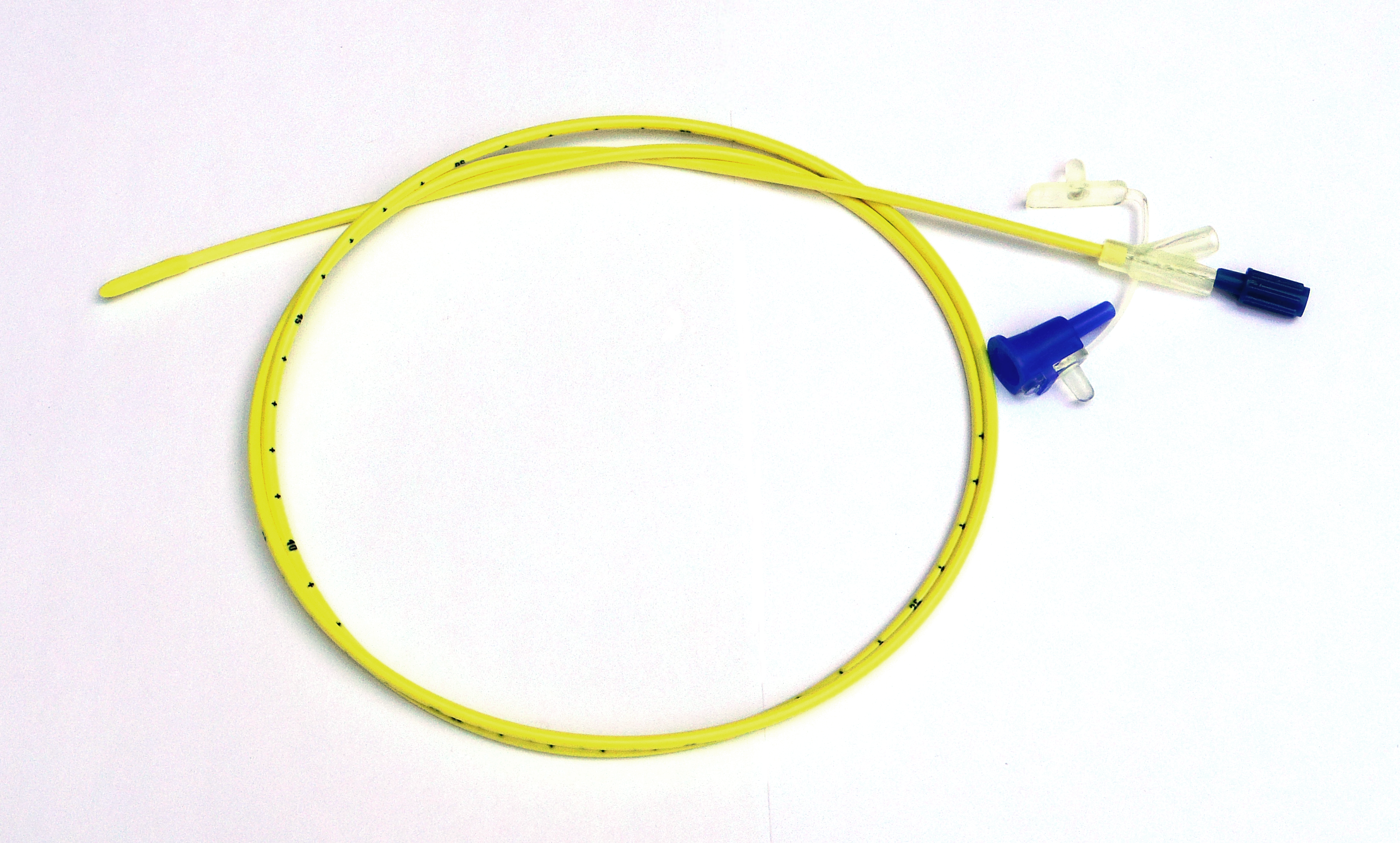
Sond.

En sond inom medicinen är en tunn slang som används vid matning och läkemedelstillförsel av en person som är oförmögen att äta på egen hand, eller för att tömma magsäcken i avlastande syfte. Det senare sker på sjukhus i fall då patienten har omfattande problem med kräkningar som inte avhjälps av eller är lämplig att lindra med antiemetika.

## Ventrikelsond
När en patient på sjukhus besväras av kräkningar kan en ventrikelsond (v-sond) sättas för att patienten ska slippa kräkas. Detta är indicerat bland annat då patienten riskerar att aspirera kräkningarna eller då patienten har tarmvred och besväras av kräkningar. När patienten har öppen v-sond kan denne inte få i sig någon näring eller läkemedel via munnen, eftersom större delen av maginnehållet dräneras genom sonden, och får därför vanligen näringstillförsel och läkemedel via blodbanan (parenteral nutrition).

## Sondmatning
Sondmatning (ibland kallat enteral nutrition) sker oftast på grund av sjukdom, koma, efter bukoperation eller på grund ålder men även vid till exempel vissa psykostillstånd, anorexia nervosa eller andra tillstånd då patienten vägrar äta.
Sondmatning sker vanligen till magsäcken, men när detta i det enskilda patientfallet är omöjligt eller förknippat med risker kan näringstillförseln istället ske till någon del av tarmen.

### Nasogastrisk och nasoduodenal sond
En nasogastrisk sond går genom näsan ner till magsäcken medan en nasoduodenalsond går genom näsan till tolvfingertarmen (duodenum). Vid korttidsbehandling (upp till sex veckor) där detta är möjligt sker sondmatning vanligen genom nasogastrisk sond (från näsa till magsäck). Vid långtidsbehandling byts nasogastriska sonder vanligen ut till andra sonder, för att patienten ska slippa det obehag som en slang genom näsan/svalget/halsen är förknippat med.

### Perkutan endoskopisk gastrostomi och Witzel-fistel
Perkutan endoskopisk gastrostomi (PEG) eller Witzel-fistel innebär att en artificiell öppning skapats till mag-tarmkanalen genom bukväggen. Det kallas för PEG när sonden anlagts med gastroskop, och witzelfistel när den anlagts via laparotomi PEG- eller Witzel-fistelkatetrar mynnar vanligen ut i magsäcken, men kan i vissa fall kan katetern mynna ut i tomtarmen (jejunum; en del av tunntarmen).

### Jejunostomikateter
En jejunostomikateter är en kateter för sondmatning som mynnar ut i jejunum (tomtarmen, en del av tunntarmen). Den används ofta vid esofagusresektion (kirurgisk borttagning av delar av matstrupen) och är tunnare än sonder som mynnar ut i magsäcken. På grund av den tunnare utformningen är det färre läkemedel som kan ges i jejunostomikateter jämfört med sonder som mynnar ut i magsäcken och det uppstår oftare stopp i sonden. Jejunostomikatetrar är i ovanliga fall anlagda som en PEG.